# Тведестран
Тведестран (норв. Tvedestrand) – муніципалітет в Норвегії, у фюльке Еуст-Агдер. Адміністративний центр – місто Тведестран. 

## Історія
Муніципалітет заснований 1837 року.

## Населення
Згідно з даними за 2005 рік, у муніципалітеті мешкало 5889 ос. Густота населення становила 27,19 осіб/км². За населенням муніципалітет посідає 170-тє місце у Норвегії. 
| населення станом на 1 січня 2005 |        |          |       |
|                                  | жінки  | чоловіки | разом |
| ос.                              | 2843   | 3046     | 5889  |
| %                                | 48,28% | 51,72%   | 100%  |

| освіченість населення станом на 1 жовтня 2004 |           |         |        |          |
|                                               | початкова | середня | вища   | невідомо |
| ос.                                           | 884       | 2887    | 886    | 94       |
| %                                             | 18,61%    | 60,77%  | 18,65% | 1,98%    |

## Освіта
Згідно з даними на 1 жовтня 2004 у муніципалітеті було 7 початкових шкіл (норв. grunnskolar), у яких навчалося 812 учнів.